# Cees Koeken
Cees Koeken (Achtmaal, 29 oktober 1948) is een voormalig Nederlands wielrenner.

## Belangrijkste overwinningen
1971
- 4e etappe Milk Race

1972
- 8e etappe Ronde van Spanje

## Belangrijkste uitslagen
1972
- 5e in Parijs-Tours

## Resultaten in voornaamste wedstrijden
| Jaar | Ronde van Italië | Ronde van Frankrijk | Ronde van Spanje |
| ---- | ---------------- | ------------------- | ---------------- |
| 1972 |                  | buiten tijd         | 56e (1)          |
| 1973 |                  |                     |                  |

| Jaar | Gent-Wevelgem | Parijs-Roubaix | Amstel Gold Race | Parijs-Tours | Waalse Pijl |
| ---- | ------------- | -------------- | ---------------- | ------------ | ----------- |
| 1972 | 54e           |                | 20e              | 5e           |             |
| 1973 |               | 21e            |                  |              | 34e         |